# NGC 465
NGC 465 是杜鹃座的一個星系。位于大麦哲伦星系，由苏格兰天文学家詹姆士·丹露帕在1826年发现。

## 参考资料

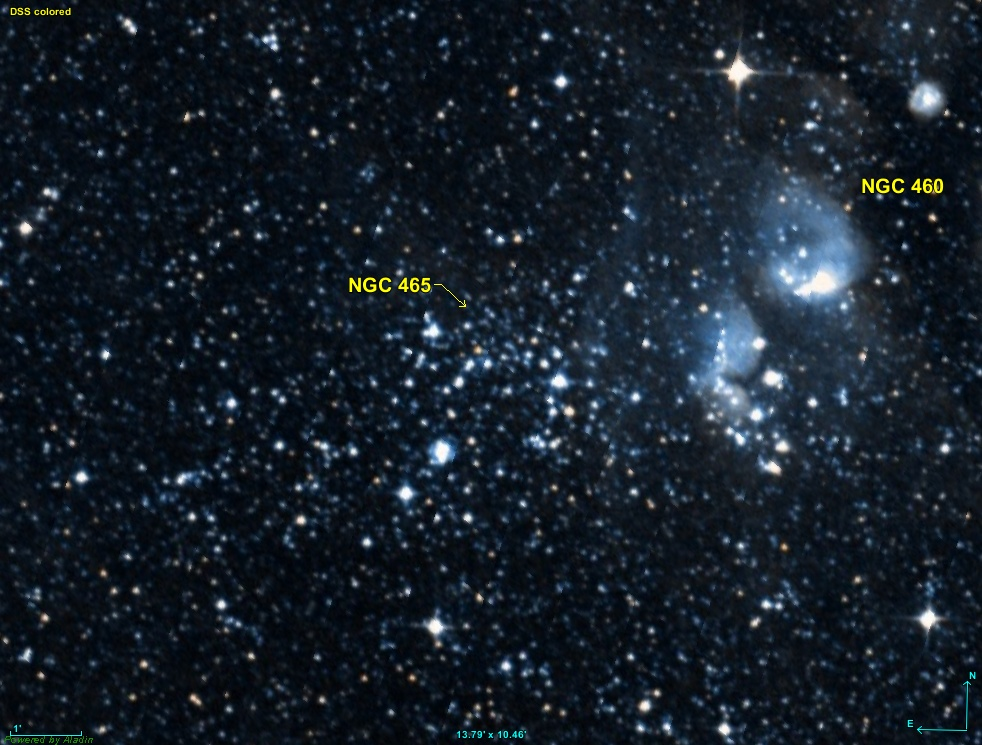
NGC 0465 DSS